# Хуан Ренджун
Хуан Ренджун — (кит. 黄仁俊, англ. Huang Renjun; род. 23 марта 2000 года, Цзилинь, Китай) — китайский певец, танцор и участник южнокорейской бойз-группы NCT Dream, являющейся частью многоуровневого проекта NCT под управлением SM Entertainment. В составе группы он является основным вокалистом и одним из самых ярких и креативных участников. Ренджун известен своей многогранной личностью, харизмой и талантом к рисованию.

## Ранние годы и стажировка
Хуан Ренджун родился 23 марта 2000 года в городе Цзилинь, провинция Цзилинь, Китай. В возрасте 14 лет он проявил интерес к музыке и выступлениям, что побудило его пройти прослушивание в агентстве SM Entertainment в 2014 году. Он был принят в агентство и стал стажёром, переехав в Южную Корею, чтобы продолжить свою карьеру в музыкальной индустрии. С того времени Ренджун начал обучаться вокалу, танцам и актёрскому мастерству.
До того как стать стажёром SM, Ренджун активно развивал свои таланты, занимаясь музыкой и рисованием. Он был также увлечён китайским языком и корейским, что позволило ему со временем свободно говорить на мандаринском и корейском языках. Во время своего пребывания в Южной Корее он продолжал усердно работать над улучшением своего вокала и выступлений, а также освоил танцевальные техники.

## Музыкальная карьера

### Дебют с NCT Dream
Хуан Жэньцзюнь дебютировал с группой NCT Dream 25 августа 2016 года с синглом Chewing Gum, который стал коммерчески успешным и помог группе завоевать признание среди поклонников по всему миру. NCT Dream была первоначально сформирована как молодежный подразделение NCT, где участники должны были покидать группу по достижении 20 лет, однако в 2020 году система возрастных ограничений была отменена, и группа продолжила свою деятельность с постоянным составом.
Ренджун с самого начала своей карьеры проявил яркое присутствие на сцене, будучи основным вокалистом группы. Он также активно участвует в создании образа NCT Dream и участвует в разработке концепций для альбомов и синглов.

#### Основные альбомы и синглы
- 2016 год: Chewing Gum — дебютный сингл, который стал популярным среди юных поклонников, а также был успешным в чартах Южной Кореи.
- 2017 год: We Young — альбом, укрепивший позиции NCT Dream на музыкальной сцене, с песнями, которые понравились поклонникам по всему миру.
- 2018 год: Go! Go! — в этом альбоме Ренджун продемонстрировал свой вокальный потенциал и хореографические способности.
- 2020 год: Reload — альбом, который стал важным шагом в развитии NCT Dream, включая хиты Ridin' и Boom.
- 2021 год: Hot Sauce — альбом, который стал первым миллионным альбомом NCT Dream, собрав более 1,7 миллиона предзаказов. Этот релиз принес группе новые высоты в карьере и мировое признание.
- 2022 год: Glitch Mode — продолжение успеха Hot Sauce, с разнообразными музыкальными стилями и смелыми концептами.
- 2023 год: ISTJ — в этом альбоме группа демонстрирует более зрелый и разнообразный стиль, с включением более сложных музыкальных элементов и тем. Альбом получил положительные отзывы и укрепил позиции группы на международной арене.
- 2024 год: DREAM()SCAPE был выпущен в марте 2024 года и стал важным шагом в музыкальной эволюции NCT Dream. Альбом был посвящён поискам мечты и реальности, отражая личные переживания и эмоции каждого участника группы.
- 2024 год: DREAMSCAPE был выпущен в декабре 2024 года, завершив музыкальный цикл группы на тот момент. этом альбоме исследуются более глубокие темы саморазмышлений и личной трансформации. Песни затрагивают контрасты между мечтами и реальностью. В этом альбоме его вокал снова оказался в центре внимания, а его гармонии и выразительность стали важным аспектом звучания группы.

Хуан Ренджун активно участвует в записи песен группы и часто демонстрирует свои художественные способности в фанатских мероприятиях.

## Фан-база и влияние
Хуан Жэньцзюнь и группа NCT Dream имеют огромную международную фан-базу. Их поклонники, известные как NCTzens], активно поддерживают группу по всему миру. Ренджун особенно любим за свою искренность, доброжелательность и креативность. Его стиль, как на сцене, так и вне её, вызывает восхищение у фанатов, и его творчество вдохновляет многих на самовыражение через музыку и искусство.
Кроме того, влияние Ренджуна простирается далеко за пределы музыкальной индустрии. Его таланты в рисовании и дизайне, а также способность взаимодействовать с фанатами через социальные сети, делают его важной фигурой в культуре K-pop. Он активно участвует в благотворительных проектах и поддерживает кампании, направленные на развитие молодых артистов и культурного обмена.

## Личная жизнь и увлечения
Ренджун известен своей доброжелательной и креативной личностью. В свободное время он увлекается рисованием, и его работы можно увидеть на официальных мероприятиях, таких как фан-кафе или специальных изданиях альбомов. Вдохновение для его творчества он черпает из личных переживаний и мира вокруг. Он также регулярно делится своими рисунками в социальных сетях, что нравится его поклонникам.
Помимо рисования, Ренджун увлекается музыкой, играя на различных инструментах и экспериментируя с новым звучанием. Он также любит смотреть фильмы и сериалы, и часто обсуждает свои любимые шоу с фанатами.
Ренджун активно участвует в создании образов и концепций для NCT Dream, включая написание текстов песен и участие в выборе стиля и визуальных решений. Он также проявляет себя как дизайнер и визуальный артист, экспериментируя с рисунками и творческими проектами, которые позже становятся частью коллекций группы. Его уникальный стиль и взгляд на искусство оказывают большое влияние на направление группы, что делает его важным участником команды.
Ренджун также активно развивает свою карьеру в других областях искусства, включая участие в телевизионных проектах и рекламе, где его харизма и стиль привлекают внимание.
В личной жизни Ренджун очень близок с другими участниками NCT Dream, а также поддерживает тесные связи с поклонниками, благодаря своей открытости и общительности.

## Ренджун в мире моды
Ренджун из NCT Dream отличается выдающимся стилем и чувством моды, что делает его заметной фигурой в мире фэшн-индустрии. Он часто привлекает внимание своим стильным и разнообразным гардеробом, который сочетает в себе как уличную моду, так и элементы более классических и элегантных образов.

#### Стиль Ренджуна
Уличная мода: Ренджун часто демонстрирует свой стиль в уличной моде, сочетая комфортные и стильные вещи. Он не боится экспериментировать с яркими цветами, разнообразными текстурами и слоями. Куртки, худи, кроссовки и стильные аксессуары — все это в его повседневных образах, что подчеркивает его молодёжный и динамичный стиль.
Элегантность и минимализм: На крупных событиях и фотосессиях Ренджун предпочитает более сдержанные и элегантные образы. Он часто выбирает костюмы, которые подчеркивают его стройную фигуру, добавляя к ним модные аксессуары, такие как галстуки, шляпы или серьги. Его минималистичный подход к стилю выглядит свежо и современно.
Креативность и индивидуальность: Ренджун известен своей способностью сочетать разные элементы стилей, чтобы создать уникальные и личные образы. Он не боится носить необычные принты или экспериментировать с сочетаниями, что отражает его творческую природу и желание выделяться среди других.

## Каверы Ренджуна
Ренджун из NCT Dream — не только талантливый певец, но и артист, который с удовольствием экспериментирует с различными музыкальными жанрами и языками. Его каверы на популярных песнях стали настоящими хитом среди поклонников, а его способность исполнять композиции на разных языках делает его творчество еще более многогранным и уникальным.
"FOOLS" — Troye Sivan
Ренджун исполнил кавер на песню Troye Sivan, продемонстрировав свою эмоциональность и вокальные способности.
"golden hour" — JVKE В этом кавере Ренджун передал атмосферу оригинала, добавив свою уникальную интерпретацию.
"なんでもないや" (Nandemonaiya) — RADWIMPS Ренджун исполнил кавер на эту японскую песню, известную по фильму "Твоё имя".
"认真的雪" (Serious Snow) — 薛之谦 (Joker Xue) Ренджун представил свою версию этой популярной китайской баллады.
"永不失联的爱" (Unbreakable Love) — Eric Chou
Вместе с Сяоджуном Ренджун исполнил кавер на эту романтичную песню.
인연 (이선희) Один из самых запоминающихся каверов Ренджуна — это исполнение песни "인연 (Иньён)", популярной баллады Ли Сон Хи. Ренджун внес в свою версию этого трека свою эмоциональность и проникновенность, что позволило ему продемонстрировать свою вокальную силу и способность передавать чувства через музыку. Этот кавер стал знаковым для его сольного творчества, показывая его мастерство в исполнении корейских баллад.

## Достижения и награды
NCT Dream и Хуан Ренджун вместе с группой получили множество наград и номинаций на таких престижных музыкальных премиях, как MAMA, Melon Music Awards и Golden Disc Awards.
- В 2021 году альбом Hot Sauce стал первым миллионным альбомом группы, а также получил награду за лучший альбом года на премии MAMA.
- Группа также выиграла награды на таких престижных музыкальных шоу, как Inkigayo, Show! Music Core и Music Bank.
- В 2023 году NCT Dream завоевали премии на Asia Artist Awards и Golden Disc Awards за лучшие альбомы и композиции года.
- 2023 победитель Weibo 2023 в номинации "Самый рекомендуемый популярный артист года"[1]